# رغل مبيض
رغل مبيض (الاسم العلمي:Atriplex canescens) هو نوع نباتي يتبع جنس الرغل من الفصيلة القطيفية.  